# Otto Heichert
Otto Theodor Rudolf Heichert (né le 27 février 1868 à l'abbaye de Gröningen et mort le 22 mars 1946 à Oberschönau près de Berchtesgaden) est un peintre et graphiste allemand de l'école de Düsseldorf et professeur à l'académie des arts de Königsberg.

## Biographie

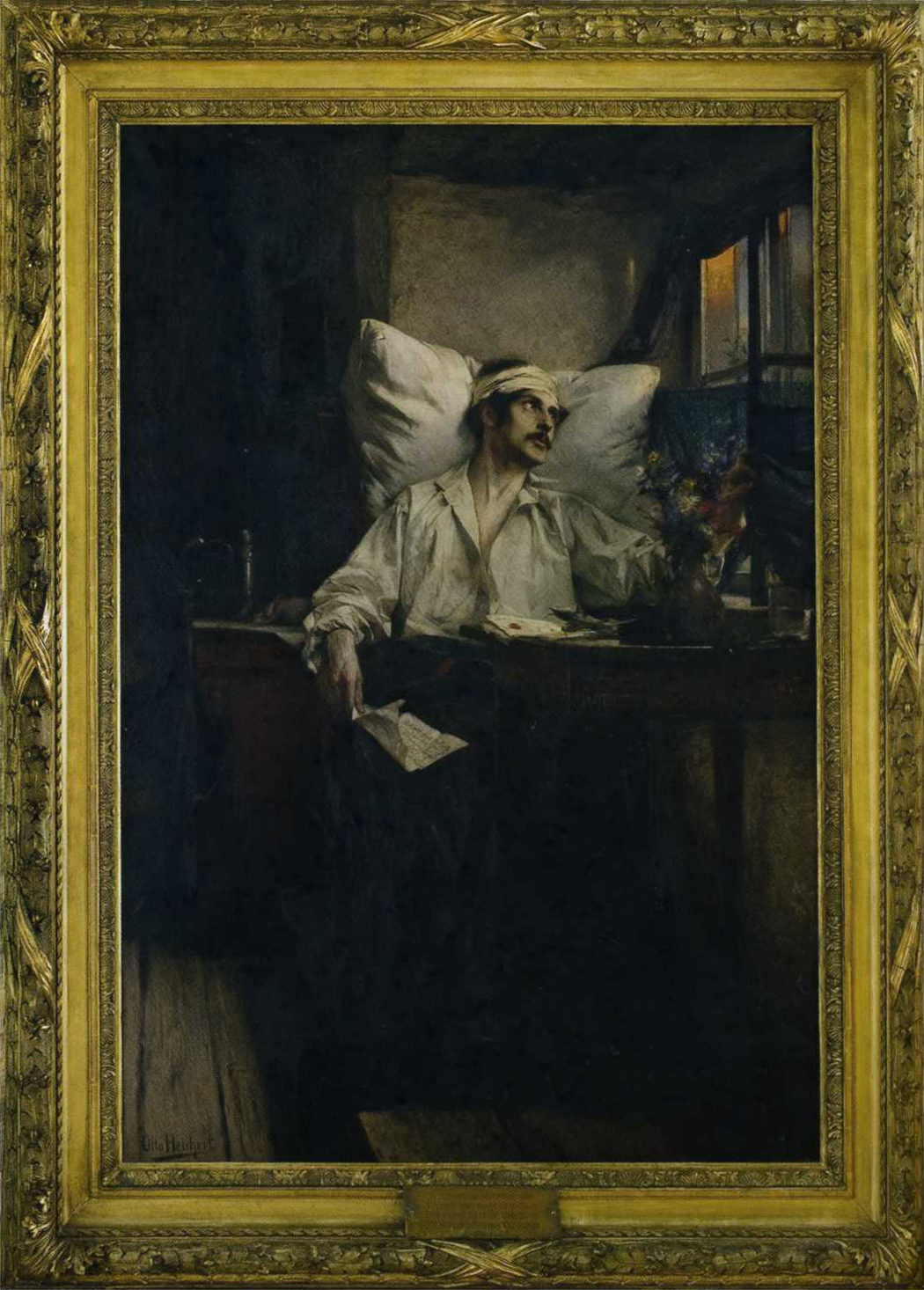
Theodor Körner après l'attaque près de Kitzen, Otto Heichert, vers 1910

Otto Heichert est le premier enfant de Marie Sophie, née Hohmann, et de Rudolf Wilhelm August Heichert, gardien dans un monastère. Trois autres frères et sœurs suivent en 1870, 1871 et 1872. Deux d'entre eux meurent peu de temps après leur naissance. En 1872, la famille s'installe à Magdebourg, où Otto Heichert va à l'école.
Son enfance au monastère de Gröningen et la pauvreté de la famille ont une influence significative sur son développement artistique, comme le montrent des œuvres ultérieures. À l'école de Magdebourg, l'élève Otto Heichert attire très tôt l'attention par son talent pour le dessin. Déjà à l'âge de 14 ans, en 1882, il entre à l'Académie des beaux-arts de Düsseldorf, où il est influencé dans les cours de peinture par Hugo Crola, Eduard von Gebhardt et Peter Janssen l'Ancien. En tant qu'élève maître de Wilhelm Sohn, son style de peinture mûrit pour devenir un peintre de genre et de portrait. En 1894, il étudie à l'Académie Julian à Paris. Outre plusieurs voyages d'études et un séjour d'un an et demi à Brême, il vit à Düsseldorf jusqu'en 1902. Là, il est membre de l'association des artistes de Malkasten et acquit une réputation de portraitiste exceptionnel, ce qui lui vaut de nombreuses commandes de portraits des classes supérieures.
À l'âge de 34 ans, il est nommé professeur à l'Académie royale de Königsberg et vit dans la capitale de la Prusse-Orientale à partir de 1903. Pendant son séjour à Königsberg, il choisit principalement des scènes du milieu rural et se tourne de plus en plus vers la "question sociale". Avec ses représentations, il s'intéresse à la misère, à la maladie et à la mort. Heichert a acquis une reconnaissance particulière grâce à sa pénétration psychologique des personnages, qu'il capturent dans la tradition de l'école de peinture de Düsseldorf et dans leur excitation émotionnelle ou leurs formes d'expression mimiques-gestuelles.
En 1912, Heichert est chargé de créer la fresque de la réception d'un train d'émigrants de Salzbourg par le roi Frédéric-Guillaume Ier dans l'auditorium de l'école Frédéric dans la ville prussienne de Gumbinnen. Dans cette fresque monumentale sur le mur pignon de l'auditorium, de 16 m de long et 8 m de haut, il s'est intégré avec un autoportrait.
Pendant la Première Guerre mondiale, il est employé comme peintre de guerre. En 1914, il dépeint le président du Reich Paul von Hindenburg au sommet de sa carrière. C'est à cette époque qu'est réalisée, entre autres, la peinture historique sur le combattant de la liberté Theodor Körner après l'après le raid de Kitzen.
Otto Heichert vit à Berlin à partir de 1923 et est mort à Oberschönau près de Berchtesgaden en 1946.
Les collections d'art de la ville de Königsberg possèdent le tableau Ora et labora, d'autres œuvres se sont retrouvées à la Galerie nationale de Berlin et dans les musées de Düsseldorf et d'Anvers.

## Honneurs
En 1895, il reçoit une petite médaille d'or à la Grande exposition d'art de Berlin, la deuxième médaille à l'Exposition universelle de Paris en 1900 et en 1904 une médaille d'or à Dresde.

## Famille
En juin 1909, Otto Heichert épouse la comtesse (Mimi) Margarete von Helldorf (né le 3 février 1885). Grâce au mariage, Heichert est élevé à la noblesse. Le 5 avril 1910 naît sa fille Eva-Marie Heichert, qui épouse Frank Berger (mort en 1941) en 1935. Ils ont trois enfants :
1. Frank Berger (né en 1935)
2. Christiane Berger (née en 1937)
3. Michael Berger (né en 1941), fondateur du Musée du Rire Harlekinaeum et Klooseum à Wiesbaden[9]

## Expositions (sélection)
- 1956: Exposition commémorative d'Otto Heichert à la Haus zum Falken, Galerie municipale de Wurtzbourg.